# Christian Sørum
Christian Sandlie Sørum (ur. 3 grudnia 1995 w Rælingen) – norweski siatkarz plażowy, mistrz olimpijski z 2020 roku, brązowy medalista mistrzostw Świata z 2019, czterokrotny mistrz Europy w latach 2018-2021 oraz zwycięzca World Tour 2018 i 2019 w parze z Andersem Molem.

## Siatkówka halowa
Christian w latach 2012-2014 grał w siatkówkę halową w norweskiej młodzieżowej drużynie narodowej jako przyjmujący. W sezonie 2013/2014 grał w zespole Førde VBK w Pucharze Challenge.

## Siatkówka plażowa
Christian zaczął grać w siatkówkę plażową w rozgrywkach krajowych i międzynarodowych w 2011 roku z Knut-Ludvigiem Larsenem. Od 2012 jego boiskowym partnerem był Bjarne Nikolai Huusem, z ktróym zajął drugie miejsce na Mistrzostwach Świata U-19. Z Runarem Sannarnesem w 2014 roku został mistrzem Europy U-22. 
Od 2016 roku gra w parze z Andersem Molem wygrywając z Nim Mistrzostwa Europy U-22. W 2017 roku zajęli 5. miejsce na Mistrzostwach Europy w Jurmale.
W 2018 roku norweski duet po raz pierwszy zdobył tytuł mistrza Europy. Wygrali również finały World Tour w Hamburgu jak i całe rozgrywki, a Christian zdobył nagrodę najlepszego obrońcy. Ich dominacja trwała również w 2019 roku, kiedy to zdobyli brązowy medal na Mistrzostwach Świata w Hamburgu. Dodatkowo po raz drugi wygrali rozgrywki World Tour oraz obronili mistrzostwo Europy w Moskwie. Christian ponownie został uznany najlepszym obrońcą, a wraz z Andersem zdobyli tytuł najwybitniejszej drużyny w sezonie. 
W roku 2020 trzeci raz z rzędu wygrali Mistrzostwa Europy rozgrywane w Jurmale dokonując tego jako trzecia drużyna w historii zaraz po braciach Paulu i Martinie Laciga oraz holendrach Reinderze Nummerdor i Richardzie Schuil. 
Wygrał również Mistrzostwa Europy w 2021 roku oraz zdobył złoty medal na Igrzyskach Olimpijskich w Tokio.